# فرد كينغزبيري
فرد كينغزبيري (بالإنجليزية: Fred Kingsbury)‏ هو مجدف أمريكي، ولد في 20 مايو 1927 في فريدريكسبيورغ في الولايات المتحدة، وتوفي في 7 أكتوبر 2011 في غويلفورد في الولايات المتحدة.

## وصلات خارجية
- فرد كينغزبيري على موقع الاتحاد الدولي للتجديف (الإنجليزية)
- فرد كينغزبيري على موقع أوليمبيديا (الإنجليزية)